# Pewaukee, Wisconsin
Pewaukee là một thành phố thuộc quận Waukesha, tiểu bang Wisconsin, Hoa Kỳ. Năm 2000, dân số của thành phố này là 11783 người.